# Блэк энд уайт
«Блэк энд уайт» (англ. Black and white — «Чёрное и белое») — советский мультипликационный фильм 1932 года, экранизация одноимённого стихотворения Владимира Маяковского, написанного в 1925 году. Текст от автора читает Константин Эггерт.

## Сюжет
Мультфильм повествует о расизме, царящем в сахарной индустрии американского юга, о жестоком отношении к чернокожим рабочим. Показано, как негры работают в поле, ходят в цепях, сидят за решёткой, и даже подвергаются казни электрическим стулом. В большинстве сцен белый человек избивает кнутом или охраняет негров. Негр-чистильщик спрашивает у белого богача:
Почему и сахар

белый-белый

должен делать

чёрный негр?
и предлагает тому самому заниматься этим, за что получает удар в лицо. Мультфильм завершается видом мавзолея В. И. Ленина и призывом: «Пролетарии всех стран и угнетённые народы всего мира, соединяйтесь!».

## О мультфильме
Нельзя не вспомнить остросатирической ленты по стихотворению В. Маяковского «Блек энд уайт», поставленной Ивановым-Вано вместе с Л. Амальриком, произведения значительного, пронизанного гражданским пафосом, интересного и в плане изобразительном.
— Абрамова Н. Иван Иванов-Вано. — Мастера советской мультипликации. — М., 1972.